# World of Our Own (singel)
World of Our Own – drugi singel irlandzkiego zespołu Westlife, promujący trzeci studyjny album pt. World of Our Own. Piosenka została napisana przez Steve Mac i Wayne Hector a wyprodukowana przez Steve Robsona. Utwór dotarł do #1 miejsca UK Singles Chart, stając się dziesiątym singlem numer jeden boysbandu w Wielkiej Brytanii. World of Our Own uzyskał status srebrnego singla rozchodząc się w nakładzie przekraczającym 225 000 egzemplarzy.

## Track lista
UK CD1
1. "World Of Our Own" (Single Remix) - 3:28
2. "Crying Girl" - 3:39
3. "Angel" (Single Remix) - 4:22
4. "World Of Our Own" (Video) - 3:28

UK CD2
1. "World Of Our Own" (Single Remix) - 3:28
2. "I Promise You That" - 3:35
3. "Angel" (Video) - 4:22

UK VHS Video Single
1. "World Of Our Own" (Video) - 3:28
2. "Angel" (Video) - 4:22
3. "Behind The Scenes Footage"
4. "Band Messages"

Japanese E.P.
1. "World Of Our Own" (Single Remix) - 3:28
2. "Queen Of My Heart" (Radio Edit) - 4:20
3. "Crying Girl" - 3:39
4. "I Promise You That" - 3:35
5. "Uptown Girl" (Radio Edit) - 3:06
6. "My Love" (Radio Edit) - 3:52
7. "Against All Odds" (Featuring Mariah Carey) - 3:21
8. "En Ti Deje Mi Amor" (Single Remix) - 3:29
9. "Con Lo Bien Que Te" (Single Remix) - 3:52
10. "World Of Our Own" (U.S. Remix) - 3:29

## Historia wydania
| Kraj              | Data wydania   |
| ----------------- | -------------- |
| Wielka Brytania   | 18 lutego 2002 |
| Stany Zjednoczone | 14 maja 2002   |

## Listy przebojów
| Lista                     | Najwyższa pozycja |
| ------------------------- | ----------------- |
| Australian Singles Chart  | 21                |
| Austrian Singles Chart    | 10                |
| Danish Singles Chart      | 5                 |
| Netherlands Singles Chart | 29                |
| German Singles Chart      | 11                |
| Irish Singles Chart       | 3                 |
| Italian Singles Chart     | 41                |
| Japonia (Tokio Hot 100)   | 42                |
| New Zealand Singles Chart | 6                 |
| Norwegian Singles Chart   | 13                |
| Swedish Singles Chart     | 11                |
| Swiss Singles Chart       | 26                |
| UK Singles Chart          | 1                 |
| UK Airplay Chart          | 3                 |
| U.S. Pop Airplay Chart    | 41                |